# Melbourne Outdoor 1982
Il Melbourne Outdoor 1982 è stato un torneo di tennis giocato sull'erba. È stata la 1ª edizione del Melbourne Outdoor, che fa parte del Volvo Grand Prix 1982. Si è giocato a Melbourne in Australia dal 28 dicembre 1982 al 3 gennaio 1983.

## Campioni

### Singolare maschile
Pat Cash ha battuto in finale  Rod Frawley con il punteggio di 6–4, 7–6.

### Doppio maschile
Eddie Edwards /  Jonathan Smith hanno battuto in finale  Broderick Dyke /  Wayne Hampson con il punteggio di 7–6, 6–3